# 조산사
조산사(midwife, 助産師)는 조산과 임부·해산부·산욕부 및 신생아에 대한 보건과 양호지도를 임무로 하는 직업이다.

## 명칭
현대적인 의료방법이 대한민국에 도입되기 전에는 산파(産婆)라고 하였는데, 이러한 명칭은 1914년에 제정된 '산파규칙'에서 공식적으로 지청하게 되었다. 이후 1952년에 의료법이 개정되어 명칭이 조산원으로 변경되었으며, 1987년 의료법 개정으로 다시 조산사로 명칭이 변경되었다.

## 수행직무
조산사는 임산부의 산과력 등을 문진하고 초음파검사기 등을 사용하여 임신진단, 신체검진, 혈액·소변검사, 태아건강사정, 위험요소 사정 및 교육을 할 수 있다. 또한 분만 기구를 준비하며 분만진행과정을 관리하고 태아심음 측정, 회음부 절개, 분만을 관리하는 역할도 한다. 산후 관리로는 기도흡인물 제거 등 신생아 돌보기와 산모의 혈압, 자궁퇴축 관리, 젖울혈 풀기 등의 임무를 수행 및 관리한다. 그 외에 신생아 관찰, 눈간호, 목욕시키기와 가족계획, 성교육, 여성암예방 등 여성건강을 관리하고 교육하는 역할도 한다.

## 자격
1988년 이전에는 국가시험이 지정되지 않고 보사부령이 정하는 면허를 받은 자를 그 자격자로 하였으나, 1989년부터 국가시험을 통해 합격한 자만이 이 면허를 받을 수 있게 바뀌었다.
대한민국에서는 조산사가 되기 위한 자격으로 의료법에서 다음과 같이 규정하고 있다.
제6조 (조산사면허) 조산사가 되려는 자는 다음 각 호의 어느 하나에 해당하는 자로서 제9조에 따른 조산사 국가시험에 합격한 후 보건복지부장관의 면허를 받아야 한다.

1. 간호사면허를 가지고 보건복지부장관이 인정하는 의료기관에서 1년간 조산 수습과정을 마친 자
2. 보건복지부장관이 인정하는 외국의 조산사 면허를 받은 자

— 법률 제9932호 의료법, 2010년 1월 18일 개정내용

이 때 조산사가 되기 위한 수습과정을 받을 수 있는 의료기관은 의료법 시행규칙을 통해 "산부인과 및 소아청소년과 수련병원 중 월평균 분만 건수가 100건 이상 되는 의료기관"에서만 받을 수 있다.

## 같이 보기
- 둘라